# Xenopeltidae
Xenopeltidae este o familie de șerpi din infraordinul Alethinophidia.

## Specii
- Xenopeltis hainanensis (Hu & Zhao, 1972)
- Xenopeltis unicolor (Reinwardt, 1827)